# 莫德·阿帕托
莫德·阿帕托（英語：Maude Apatow，1997年12月15日—）是一名美國女演員，父母分別為知名喜劇家賈德·阿帕托和知名喜劇演員萊絲莉·曼恩。年幼時期就和妹妹艾瑞絲·阿帕托參與父母的作品，像是電影《好孕臨門》（2007年）、《命運好好笑》（2009年）、《40惑不惑？》（2012年）、《史泰登島國王》（2020年）。
她較知名的作品有HBO原創作品《高校十八禁》，她在裡面飾演Lexi Howard，為主角Rue Bennett（Zendaya飾演）的朋友；以及萊恩·墨菲所創作的2020年Netflix迷你影集《好萊塢》。
她是「Nepo Baby」這個詞的最初推文的主題，而她的職業生涯長期以來一直受到圍繞裙帶關係的諸多批評。

## 職業生涯

### 2005-2015年：職業生涯的開始與喜劇
莫德七歲時開始演藝，在她父親賈德·阿帕托2005年的喜劇電影《40處男》中出演一個角色，儘管她的場景最終沒有出現在電影的最終剪輯中。
隨後，她出演了2007年的電影《好孕臨門》，該片也是由她父親編劇、製作和導演。她和她的妹妹艾瑞絲·阿帕托分別扮演薩迪和夏洛特，她們演的角色是現實生活中母親萊斯利·曼恩所扮演的角色的女兒。
2009年，她再次與她的妹妹艾瑞絲·阿帕托一起出現在她父親的電影《命運好好笑》中，飾演萊斯利·曼恩所飾演的角色的女兒梅布爾。
莫德在2012年的衍生續集《40惑不惑？》中再次扮演了《好孕臨門》角色，由萊斯利·曼恩和保羅·路德的角色主演。莫德因在片中飾演薩迪而獲得2012年鳳凰城影評人協會獎最佳年輕女演員提名和2013年青年藝術家獎最佳長片-年輕女配角提名。
加入Twitter後，莫德在網路上擁有大量粉絲，這幫助她成為 柔伊·黛絲香奈網站Hello Giggles的撰稿人和訪談者。她在網站上的工作以及她的表演角色為她贏得了2012年福布斯30位30歲以下精英榜的一席之地。莫德的Twitter帳戶被評為“2013年最佳Twitter Feeds」之一時代雜誌。
2015年，莫德在電影《歌喉讚2》中飾演觀眾。
同年，她也曾在HBO喜劇影集《女孩我最大》第四季飾演Cleo。她出現在該系列的三集中，她的父親也是該系列的執行製片人。

### 2016年至今：Euphoria與舞台首秀
莫德在2016年喜劇電影《幸福告別》中飾演亞歷山德拉·馬爾卡希 (Alexandra Mulcahey )，這是她在一部不涉及她父親的電影中首次扮演重要角色。
2017年，她在電影《明日之屋》中飾演梅雷迪思·惠特科姆，並以聯合編劇和導演的短片《Don’t Mind Alice》首次與Olivia Rosenbloom一起執導。
隔年2018年，莫德在電影《暗殺國度》中飾演格蕾絲。該片導演山姆·李文森隨後讓莫德在他的HBO青少年電視劇《高校十八禁》(Euphoria)中擔任常規演員，該劇於2019年首播；她在劇中飾演萊克西·霍華德(Lexi Howard)，該角色是山姆·李文森專門為莫德創作的。
2020年，她與父親共同主演了喜劇電影《史泰登島國王》 ，飾演皮特戴維森角色的妹妹。
2022年，梅里姆·德拉吉 (Meriem Derradji) 在社交媒體上發布的一篇瘋傳帖子將莫德描述為“Nepo baby”，因為她的家庭在娛樂行業有裙帶關係。這導致「Nepo baby」一詞在TikTok上流行，因為用戶指出了許多其他具有類似背景的名人。在紐約出版了一份名為2022年「Nepo baby年」的年終專題後，這個詞變得更加臭名昭著，封面上描繪了莫德等人。
2023年，莫德在紐約外百老匯戲劇處女作，在艾倫·門肯和霍華德·阿什曼的《恐怖小店》的翻拍版中取代莉娜·霍爾飾演奧黛麗，計劃從2月到4月出演。由於《高校十八禁》第三季的拍攝延遲，莫德獲得了登台演出的機會，莫德稱《恐怖小店》是一部重要的音樂劇，因為它在我小時候時「讓我了解了整個音樂流派」。她隨後又延長了四個星期，直到四月底。隨著她的《恐怖小店》演出即將結束，隨後宣布莫德將從5月29日起參加倫敦西區的《酒店》重演，並主演莎莉·鮑爾斯 (Sally Bowles)。她於9月23日完成了演出。
2024年4月，莫德和奧利維亞·羅森布魯姆宣布成立一家名為Jewelbox Pictures的影視製作公司。

## 個人生活
截至2024年2月，莫德在紐約西村擁有一棟住宅。

## 影視作品

### 電影
| 年份 | 中文片名             | 原文片名                  | 角色              | 導演                            | 備註                     | Ref.   |
| ---- | -------------------- | ------------------------- | ----------------- | ------------------------------- | ------------------------ | ------ |
| 2005 | 《40處男》           | The 40-Year-Old Virgin    |                   | 賈德·阿帕托                     | 刪減片段                 | [ 38 ] |
| 2007 | 《好孕臨門》         | Knocked Up                | 薩迪 Sadie        | 賈德·阿帕托                     |                          | [ 39 ] |
| 2009 | 《命運好好笑》       | Funny People              | Mable             | 賈德·阿帕托                     |                          | [ 40 ] |
| 2012 | 《40惑不惑？》       | This Is 40                | 薩迪 Sadie        | 賈德·阿帕托                     |                          | [ 41 ] |
| 2016 | 《幸福告別》         | Other People              | Alexandra         | 克里斯·凱利                     |                          |        |
| 2017 | 《明日之星》         | The House of Tomorrow     | Meredith Whitcomb | 彼得·里沃爾西                   |                          | [ 42 ] |
| 2017 | 《不介意愛麗絲》     | Don’t Mind Alice          |                   | 莫德·阿帕托 奧利維亞·羅森布魯姆 | 莫德同時為共同編劇、導演 | [ 43 ] |
| 2018 | 《暗殺國度》         | Assassination Nation      | Grace             | 山姆・李文森                    |                          | [ 44 ] |
| 2020 | 《史泰登島國王》     | The King of Staten Island | Claire Carlin     | 賈德·阿帕托                     |                          | [ 45 ] |
| TBA  | 《詩意的許可》       | Poetic License            | 不適用            | 莫德·阿帕托                     | 莫德同時為導演           | [ 46 ] |
| TBA  | 《哦。什麼。樂趣。》 | Oh. What. Fun.            |                   |                                 | 後製中                   |        |

### 電視劇
| 年份  | 中文片名                   | 原文片名                              | 角色                      | 備註     | Ref.   |
| ----- | -------------------------- | ------------------------------------- | ------------------------- | -------- | ------ |
| 2015  | 《女孩我最大》             | Girls                                 | Cleo                      | 客串角色 | [ 47 ] |
| 2019- | 《高校十八禁》             | Euphoria                              | 萊克茜·霍華德 Lexi Howard | 主要角色 | [ 48 ] |
| 2020  | 《好萊塢》                 | Hollywood                             | Henrietta                 | 常設角色 | [ 49 ] |
| 2022  | 《萬神殿》                 | Pantheon                              | Justine                   | 配音演出 | [ 50 ] |
| 2023  | 《魯保羅變裝皇后秀全明星》 | RuPaul's Drag Race All Stars season 8 | 她自己                    | 客座評審 |        |

### 音樂劇
| 年份 | 標題         | 原文標題               | 角色        | 劇院         | 日期                  | 備註 | Ref.          |
| ---- | ------------ | ---------------------- | ----------- | ------------ | --------------------- | ---- | ------------- |
| 2023 | 《恐怖小店》 | Little Shop of Horrors | Audrey      | 紐約西區劇院 | 2023年2月7日–4月30日  |      | [ 31 ] [ 33 ] |
| 2023 | 《酒店》     | Cabaret                | 薩利·鮑勒斯 | 倫敦劇場劇院 | 2023年5月29日–9月23日 |      | [ 34 ] [ 35 ] |

## 獎項與提名
| 年份 | 頒獎典禮                                            | 獎項                                                                               | 入圍項目       | 結果 | Ref. |
| ---- | --------------------------------------------------- | ---------------------------------------------------------------------------------- | -------------- | ---- | ---- |
| 2012 | 鳳凰城影評人協會 Phoenix Film Critics Society Award | 最佳青年女主角 Best Young Actress                                                  | 《40惑不惑？》 | 提名 |      |
| 2013 | 青年藝術家獎 Young Artist Award                     | 故事片最佳表演女配角 Best Performance in a Feature Film – Supporting Young Actress | 《40惑不惑？》 | 提名 |      |

## 外部連結
- 莫德·阿帕托在互联网电影资料库（IMDb）上的資料（英文）
- 莫德·阿帕托的Instagram帳戶